# N1 (Ghana)
De N1 of National Road 1 is een nationale weg in Ghana die langs de kust van de Golf van Guinee loopt. De weg is ongeveer 540 kilometer lang en loopt door de regio's Western, Central, Greater Accra en Volta.
De N1 begint aan de grens met Ivoorkust bij Elubo en loopt daarna via Sekondi-Takoradi, Cape Coast, Winneba, Accra, Tema en Sogakope naar de grens met Togo bij Aflao. In Ivoorkust loopt de weg als A100 verder naar Abidjan en in Togo loopt de weg verder als N2 naar Lomé.
De weg is in zijn geheel onderdeel van de Trans-Afrikaanse weg 7, de internationale weg tussen Dakar in Senegal en Lagos in Nigeria.

## Autosnelwegen
Een deel van de N1 is uitgebouwd tot autosnelweg. De George Walker Bush Motorway vormt sinds 2012 de ringweg van de hoofdstad Accra en de Accra - Tema Motorway verbindt sinds 1964 Accra met de stad Tema.